# مثلاً..؟
مثلاً..؟ (به انگلیسی: Like..?) نخستین آلبوم چندآهنگه از رپر آمریکایی آیس اسپایس می‌باشد که در ۲۰ ژانویهٔ سال ۲۰۲۳ از سوی تن‌کا پراجکتس و کپیتال رکوردز منتشر گردید. رایت‌یواس‌ای مدیر اجرایی تولید این ئی‌پی بوده‌است.